# Саенко, Рена Ильинична
Ре́на Ильи́нична Сае́нко — украинский краевед, старший научный сотрудник Мариупольского краеведческого музея, в котором проработала с 1956 по 2006 год.
Автор примерно 400 статей в различных периодических изданиях СССР, Украины и России. Автор основного текста по истории города Жданова (ныне Мариуполя) в академическом издании «История городов и сел Украинской ССР» (1976), а также в книге «Весь Мариуполь» (2004), соавтор монографии «Греки России и Украины».
В 2007 году Рене Саенко было посмертно присвоено звание «Почетный гражданин города Мариуполя» за весомый личный вклад в изучение и популяризацию истории Мариуполя, значимую краеведческую и просветительскую деятельность.
В её в память на здании Мариупольского краеведческого музея установлена мемориальная доска.